# Ladislav Hubálek
Ladislav Hubálek (23. prosince 1930 – 16. března 2018) byl český fotbalový útočník.

## Fotbalová kariéra
V československé lize hrál za Dynamo Slavia Praha, Tankistu Praha a Spartak Praha Stalingrad/ČKD Praha. Nastoupil ve 167 ligových utkáních a dal 46 gólů. Za reprezentační B-tým nastoupil v 5 utkáních a dal 3 góly a za olympijský výběr nastoupil v 1 utkání.

## Ligová bilance
| Ročník                                    | Zápasy | Góly | Klub                     |
| ----------------------------------------- | ------ | ---- | ------------------------ |
| Mistrovství československé republiky 1951 | -      | 5    | Dynamo Slavia Praha      |
| Přebor československé republiky 1953      | -      | 1    | Tankista Praha           |
| Přebor československé republiky 1954      | -      | 8    | Dynamo Praha             |
| Přebor československé republiky 1955      | -      | 4    | Dynamo Praha             |
| 1. československá fotbalová liga 1956     | -      | 4    | Dynamo Praha             |
| 1. československá fotbalová liga 1958/59  | 20     | 8    | Spartak Praha Stalingrad |
| 1. československá fotbalová liga 1959/60  | 24     | 5    | Spartak Praha Stalingrad |
| 1. československá fotbalová liga 1960/61  | 9      | 2    | Spartak Praha Stalingrad |
| 1. československá fotbalová liga 1961/62  | 15     | 4    | ČKD Praha                |
| 1. československá fotbalová liga 1962/63  | 14     | 1    | ČKD Praha                |
| 1. československá fotbalová liga 1963/64  | 22     | 3    | ČKD Praha                |
| CELKEM                                    | 167    | 46   |                          |